# BUSOU SHINKI CHARACTER SONG and SPECIAL RADIO RONDO
BUSOU SHINKI CHARACTER SONG and SPECIAL RADIO RONDO es el álbum original de estudio de la serie de videojuegos y mechas Busou Shinki, lanzado al mercado el día 25 de noviembre del año 2010 bajo el sello Konami Digital Entertainment.

## Detalles
BUSOU SHINKI CHARACTER SONG and SPECIAL RADIO RONDO (武装神姫 Character Song & Special Radio Rondo?) es una compilación de canciones de algunos de los personajes más populares de la serie Busou Shinki; ARNVAL Mk.2 (interpretada por Kana Asumi), STRARF Mk.2 (interpretada por Minori Chihara), ALTLENE (interpretada por Megumi Nakajima), ALTINES (interpretada por Kaori Mizuhashi), BABYRAZZ (interpretada por Aya Hirano) y SHARATANG (interpretada por Ayahi Takagi), presentando el CD1 de música una canción para cada personajé más la versión karaoke de cada una de estas. 
El segundo CD2 apodado BUSOTRA incluye el remix de cada una de las canciones del CD1 más el karaoke de los remix.
Finalmente el CD3 denominado Busou Shinki SPECIAL RADIO RONDO BATTLE 2 incluye un dialgo especial de la serie, donde aparecen además las voces del MMS TYPE DOG HOWLING (interpretado por Eri Kitamura) y el MMS TYPE ANGEL ARNVAL (interpretado por Kana Asumi).
Lista de canciones CD1 MUSIC

| Número de Catálogo: LC-1923~ |                                                          |               |                     |                                               |          |  |
| N.º                          | Título                                                   | Letras        | Música              | Vocalista                                     | Duración |  |
| 1.                           | «Promise»                                                | Achilles KEN  | SEISHIN KAJIBAYASHI | ARNVAL Mk.2 (interpretada por Kana Asumi)     | 3:51     |  |
| 2.                           | «Destination»                                            | Kaoru Maekawa | Kaoru Maekawa       | STRARF Mk.2 (interpretada por Minori Chihara) | 4:18     |  |
| 3.                           | «Chou Happy Nano Desu (超Happyなのです?)»                | Achilles KEN  | SEISHIN KAJIBAYASHI | ALTLENE (interpretada por Megumi Nakajima)    | 3:38     |  |
| 4.                           | «Eien no TOREMORO (永遠のトレモロ?)»                     | Kaoru Maekawa | Kaoru Maekawa       | ALTINES (interpretada por Kaori Mizuhashi)    | 4:45     |  |
| 5.                           | «Iijan♪ (イイじゃん♪?)»                                  | Achilles KEN  | SEISHIN KAJIBAYASHI | BABYRAZZ (interpretada por Aya Hirano)        | 3:47     |  |
| 6.                           | «you&me»                                                 | Kaoru Maekawa | Kaoru Maekawa       | SHARATANG (interpretada por Ayahi Takagi)     | 5:27     |  |
| 7.                           | «Promise (instrumental)»                                 | Achilles KEN  | SEISHIN KAJIBAYASHI |                                               | 3:51     |  |
| 8.                           | «Destination (instrumental)»                             | Kaoru Maekawa | Kaoru Maekawa       |                                               | 4:18     |  |
| 9.                           | «Chou Happy Nano Desu (超Happyなのです?) (instrumental)» | Achilles KEN  | SEISHIN KAJIBAYASHI |                                               | 3:38     |  |
| 10.                          | «Eien no TOREMORO (永遠のトレモロ?) (instrumental)»      | Kaoru Maekawa | Kaoru Maekawa       |                                               | 4:44     |  |
| 11.                          | «Iijan♪ (イイじゃん♪?) (instrumental)»                   | Achilles KEN  | SEISHIN KAJIBAYASHI |                                               | 3:47     |  |
| 12.                          | «you&me (instrumental)»                                  | Kaoru Maekawa | Kaoru Maekawa       |                                               | 5:23     |  |
| 51:27                        |                                                          |               |                     |                                               |          |  |

Lista de canciones CD2 BUSOTRA

| Número de Catálogo: LC-1923~ |                                                                         |               |                     |                |          |  |
| N.º                          | Título                                                                  | Letras        | Música              | Remezclado por | Duración |  |
| 1.                           | «Promise (MK Remix)»                                                    | Achilles KEN  | SEISHIN KAJIBAYASHI | MK             | 4:37     |  |
| 2.                           | «Destination (Hommarju Remix)»                                          | Kaoru Maekawa | Kaoru Maekawa       | Hommarju       | 5:25     |  |
| 3.                           | «Chou Happy Nano Desu (超Happyなのです?) (mitsu Remix)»                 | Achilles KEN  | SEISHIN KAJIBAYASHI | mitsu          | 4:45     |  |
| 4.                           | «Eien no TOREMORO (永遠のトレモロ?) (Trance Core Remix)»                | Kaoru Maekawa | Kaoru Maekawa       | Dizzi Mystica  | 6:02     |  |
| 5.                           | «Iijan♪ (イイじゃん♪?) (Hommarju Remix)»                                | Achilles KEN  | SEISHIN KAJIBAYASHI | Hommarju       | 4:45     |  |
| 6.                           | «you&me (MK Remix)»                                                     | Kaoru Maekawa | Kaoru Maekawa       | MK             | 6:14     |  |
| 7.                           | «Promise (MK Remix) (instrumental)»                                     | Achilles KEN  | SEISHIN KAJIBAYASHI | MK             | 4:37     |  |
| 8.                           | «Destination (Hommarju Remix) (instrumental)»                           | Kaoru Maekawa | Kaoru Maekawa       | Hommarju       | 5:26     |  |
| 9.                           | «Chou Happy Nano Desu (超Happyなのです?) (mitsu Remix) (instrumental)»  | Achilles KEN  | SEISHIN KAJIBAYASHI | mitsu          | 4:45     |  |
| 10.                          | «Eien no TOREMORO (永遠のトレモロ?) (Trance Core Remix) (instrumental)» | Kaoru Maekawa | Kaoru Maekawa       | Dizzi Mystica  | 6:02     |  |
| 11.                          | «Iijan♪ (イイじゃん♪?) (Hommarju Remix) (instrumental)»                 | Achilles KEN  | SEISHIN KAJIBAYASHI | Hommarju       | 4:45     |  |
| 12.                          | «you&me (MK Remix) (instrumental)»                                      | Kaoru Maekawa | Kaoru Maekawa       | MK             | 6:10     |  |
| 63:33                        |                                                                         |               |                     |                |          |  |

Pistas CD3 Radio

| Número de Catálogo: LC-1923~5 |                                                    |          |  |
| N.º                           | Título                                             | Duración |  |
| 1.                            | «OPENING (オープニング?)»                          | 6:33     |  |
| 2.                            | «Futsu Ota (ふつおた?)»                            | 15:16    |  |
| 3.                            | «Oshiete Asumi Sensei! (教えて阿澄先生！?)»        | 22:18    |  |
| 4.                            | «Busou Shinki RADIO Gekijou (武装神姫ラジオ劇場?)» | 4:45     |  |
| 5.                            | «Shinki RING de BATTLE (神姫リング de BATTLE?)»    | 9:50     |  |
| 6.                            | «ENDING (エンディング?)»                           | 3:18     |  |
| 62:00                         |                                                    |          |  |